# Alvar Aalto-medaljen
 Der er for få eller ingen kildehenvisninger i denne artikel, hvilket er et problem. Du kan hjælpe ved at angive troværdige kilder til de påstande, som fremføres i artiklen.

Alvar Aalto-medaljen er en internationalt anerkendt udmærkelse inden for arkitektur, der blev etableret i 1967 af Finlands arkitekturmuseum og Finlands arkitektförening (SAFA).

## Modtagere
| År   | Modtagere                           | Land           |
| ---- | ----------------------------------- | -------------- |
| 1967 | Alvar Aalto                         | Finland        |
| 1973 | Hakon Ahlberg                       | Sverige        |
| 1978 | James Stirling                      | Storbritannien |
| 1982 | Jørn Utzon                          | Danmark        |
| 1985 | Tadao Ando                          | Japan          |
| 1988 | Alvaro Siza                         | Portugal       |
| 1992 | Glenn Murcutt                       | Australien     |
| 1998 | Steven Holl                         | USA            |
| 2003 | Rogelio Salmona                     | Colombia       |
| 2009 | Tegnestuen Vandkunsten              | Danmark        |
| 2012 | Paulo David                         | Portugal       |
| 2015 | Fuensanta Nieto og Enrique Sobejano | Spanien        |
| 2017 | Zhang Ke                            | Kina           |

| Arkitektur | Spire Denne arkitekturartikel er en spire som bør udbygges. Du er velkommen til at hjælpe Wikipedia ved at udvide den. |